# Among the Shadows
Among the Shadows es una película de suspenso de terror sobrenatural estadounidense de 2019 dirigida por Tiago Mesquita y escrita por Mark Morgan. Está protagonizada por Charlotte Beckett, Lindsay Lohan, Gianni Capaldi, Dominik Madani, Reynald Bialès, Barry Jay Minoff y Kristoffel Verdonck. La trama sigue a un investigador privado, descendiente de una línea de hombres lobo, que intenta resolver el asesinato de su tío y descubre una conspiración política. La película fue lanzada a través de vídeo bajo demanda el 5 de marzo de 2019.

## Argumento
13 de noviembre de 2022: actuando bajo la dirección de un desconocido, los hombres lobo fomentan el pánico en Bruselas al atacar aleatoriamente a los corredores. Como parte de la misma trama, el hombre lobo Randall Jackson le dispara fatalmente al hombre lobo Harry Goldstone, que trabaja en la campaña de reelección del presidente de la Federación Europea, Richard Sherman. Randall roba el expediente de estrategia de Harry para el próximo debate de Richard contra su rival John Kilborn. Antes de caer muerto, Harry llama a su sobrina hombre lobo, la investigadora privada Kristy Wolfe, para decirle que Randall lo atacó.
El teniente McGregor despide a Kristy de la escena del crimen. La esposa vampira de Richard Sherman, la primera dama Patricia Sherman, contrata a Kristy para averiguar quién mató a Harry y por qué. McGregor continúa enfrentándose airadamente a Kristy durante su investigación. McGregor trabaja con los detectives Alabastar Blazine y Bastien, con quienes Kristy está teniendo una aventura sexual, durante la investigación policial oficial sobre el asesinato de Harry. Kristy localiza a Randall Jackson. Kristy encuentra a Randall con una bolsa de dinero, explosivos C4 y un calendario con una fecha de diciembre en un círculo, pero Randall escapa después de una pelea. Richard y Patricia Sherman se encuentran con el vicepresidente traidor de Richard, Matthew Benoit, y el empresario Max Eddelman en una limusina. Max propone interrumpir a Richard con las ganancias de un acuerdo con las compañías europeas de combustibles fósiles si Richard abandona su plan de energía renovable y se retira de la carrera. Kristy interrumpe la reunión para amenazar a Max por su presunta participación en asesinatos conspirativos.
Kristy descubre que alguien manipuló su auto para que explotara. Kristy rastrea el contacto de Harry, Colin Haroosen, quien crea una poción para Kristy destinada a evitar que los hombres lobo y vampiros lean sus pensamientos y se comuniquen con ella telepáticamente. Kristy y su viejo amigo, el camarero Frank, derrotan al agente hombre lobo Armand. Kristy concluye que hay un topo dentro del departamento de policía. Kristy le pide a Blazine que investigue la filtración, quien sospecha que podría ser su amante Bastien.
Patricia discute el misterio en curso con el abogado de los Sherman, Frederik Forsythe. Frederik recibe varios mensajes de chantaje que lo instan a orquestar la caída de Richard Sherman. Frederik se las arregla para que el detective Blazine muera en la explosión de un coche. McGregor y Kristy se dan cuenta de que quien sea que mató a Blazine los preparó para que también los ejecutaran. Randall intenta volarlos a ambos, pero McGregor y Kristy escapan de un edificio que explota. Al recordar la fecha en el calendario de Randall, Kristy y McGregor deducen que está a punto de tener lugar un complot para asesinar a Richard Sherman. Kristy y McGregor llegan demasiado tarde para evitar que Randall ataque a Richard. Bastien ejecuta en secreto a Randall antes de decirle a Kristy y McGregor que vio a Max Eddelman huir. Kristy y McGregor persiguen a Max. Sin embargo, Max escapa.
Patricia Sherman se postula para presidente en lugar de su difunto esposo. Patricia gana las elecciones. Posteriormente Patricia hizo ejecutar a Max, Frederik y Matthew. Kristy confronta a Patricia con la revelación de que Patricia organizó toda la conspiración para convertirse en presidenta y contrató a Kristy para investigar el asesinato de Harry para desviar las sospechas. McGregor se une a Kristy a tiempo para matar a otro asesino hombre lobo antes de que pueda ejecutar a Kristy. Patricia usa sus poderes vampíricos para matar a McGregor. Patricia somete a Kristy, revela telepáticamente su plan y explica que Kristy estará preparada para tomar la caída, pero será liberada en 12 meses con grandes riquezas. Bastien arresta a Kristy. Kristy planea acabar con Patricia después de cumplir su condena.

## Reparto
- Charlotte Beckett como la Detective Kristy Wolfe
- Gianni Capaldi como Lieutenant McGregor
- Lindsay Lohan como Patricia Sherman
- Angelina Grace como Angelique
- Dominik Madani como Colin Haroosen
- Reynald Biales como Frederick Forsythe
- Olivier Englebert como Bastien
- Barry Jay Minoff como Matthew Benoit
- Kristoffel Verdonck como Richard Sherman
- John Flanders como Harry Goldstone
- Sharon Taylor como Jessica
- Henry Kingi como Vampiro 1
- Peter Organ como Lycan
- Daniel Hugh Kelly como Bittencourt
- Bond Mgebrishvili como Mason
- Gaelle Gillis como Nina
- Simon Cotton como Lon
- John Culliford como Roberts
- Martin Harris como Armond
- Samantha Whaley como Emmy
- Yvonne Miranda como el Presentador de Noticias
- Véronique Seghers como Jogger

## Producción
La filmación comenzó el 15 de noviembre de 2015, bajo el título provisional The Shadow Within. La película se rodó principalmente en Bruselas, y continuó hasta diciembre de 2015 y principios de 2016.
Es la primera aparición cinematográfica de Lohan desde The Canyons en 2013. Lohan fue elegida para la película cuando el productor Ross Otterman le pidió que participara después de que ella se mudó a Londres el año anterior. Otterman declaró: "Inicialmente, cuando nos acercamos a su gerencia, nos tomó un tiempo conseguir algo de tracción hasta que les informamos que íbamos a rodar la película en Bruselas. Después de eso, todo se juntó, "continuando con la experiencia". Hemos visto su capacidad para actuar y sabemos que puede desempeñar prácticamente cualquier papel que quiera. Ella fue muy profesional".
Otterman también habló sobre el largo proceso de postproducción y dijo que es un procedimiento operativo común para las películas financiadas de forma independiente. "Filmamos en cinco países durante diez meses, por lo que hay mucho montaje y planificación, además de sonido. El producto final tomó un tiempo, "explicando", pero la película se terminó en 2018, solo se necesita tiempo para mostrársela a los compradores y pasar por el proceso de distribución [...] En realidad, estábamos bastante contentos [con] la forma en que las cosas resultaron".

## Estreno
Among the Shadows fue adquirida inicialmente por Tombstone Distribution, una subsidiaria de Archstone Distribution, en febrero de 2016. La película se puso a la venta en el European Film Market en el Festival Internacional de Cine de Berlín en febrero de 2018, siendo adquirida para su distribución por Momentum Pictures, Entertainment One y VMI Worldwide. Fue lanzada en vídeo bajo demanda (VBD) el 5 de marzo de 2019, y en DVD el 6 de agosto de 2019. En agosto de 2019, se lanzó en Japón. La película también tuvo un lanzamiento en vídeo casero en Italia por Blue Swan Entertainment el 6 de noviembre de 2019. Fue lanzada en el Reino Unido el 29 de junio de 2020 por High Fliers Films.

## Recepción
La película recibió pocas críticas de los principales medios de comunicación, con una crítica negativa en Rotten Tomatoes. Sin embargo, al ver el avance, The Guardian escribió que Lohan fue "pionera en una nueva y audaz teoría de la actuación conocida como nunca compartir el encuadre con otros personajes, por lo que parece que todas tus líneas se filmaron de forma remota en un solo día, y también ser bastante rígida y plana y entrecerrar los ojos de una manera que sugiere que simplemente estás leyendo solo tus líneas de una tarjeta fuera de la pantalla. Cuando esto se convierta en la forma aceptada de actuación en la pantalla principal en las generaciones venideras, y así será, recuerda dónde lo vi primero".
Gianni Capaldi, uno de los protagonistas de la película, dio su propia reseña: "Lindsay interpreta a un vampiro y era un auténtico melocotón trabajar con ella. Es un verdadero talento y es dueña del escenario cuando se pone en marcha. Para ser honesto, creo que la película no se editó de la mejor manera posible. y realmente perdió el ritmo. Eso y una mezcolanza de personajes fue confuso, pero aún así vale la pena verlo si te gusta ese género".